# Nhạc (họ)
Nhạc là một họ của người châu Á. Tại Trung Quốc, có hai họ cùng phiên âm trong tiếng Việt là Nhạc: Họ Nhạc (chữ Hán: 樂, Bính âm: Yue) đứng thứ 81 trong danh sách Bách gia tính, còn họ Nhạc (chữ Hán: 岳, Bính âm: Yue) đứng thứ 475. Họ Nhạc (樂) trong chữ Hán giản thể viết là Nhạc (乐).